# Mimela vernicata
Mimela vernicata är en skalbaggsart som beskrevs av Leon Fairmaire 1896. Mimela vernicata ingår i släktet Mimela och familjen Rutelidae. Inga underarter finns listade i Catalogue of Life.